# Cher/Diskografie
Diese Diskografie ist eine Übersicht über die musikalischen Werke der US-amerikanischen Pop-Sängerin Cher. Den Quellenangaben zufolge hat sie bisher mehr als 100 Millionen Tonträger verkauft, davon alleine in ihrer Heimat über 22,3 Millionen, damit zählt sie zu den Interpretinnen mit den meisten verkauften Tonträgern weltweit. Ihre erfolgreichste Veröffentlichung ist das Album Believe mit über 10 Millionen verkauften Einheiten.

## Alben

### Studioalben
| Jahr | Titel Musiklabel                                                                                     | Höchstplatzierung, Gesamtwochen, AuszeichnungChartplatzierungen (Jahr, Titel, Musiklabel, Platzierungen, Wochen, Auszeichnungen, Anmerkungen) | Höchstplatzierung, Gesamtwochen, AuszeichnungChartplatzierungen (Jahr, Titel, Musiklabel, Platzierungen, Wochen, Auszeichnungen, Anmerkungen) | Höchstplatzierung, Gesamtwochen, AuszeichnungChartplatzierungen (Jahr, Titel, Musiklabel, Platzierungen, Wochen, Auszeichnungen, Anmerkungen) | Höchstplatzierung, Gesamtwochen, AuszeichnungChartplatzierungen (Jahr, Titel, Musiklabel, Platzierungen, Wochen, Auszeichnungen, Anmerkungen) | Höchstplatzierung, Gesamtwochen, AuszeichnungChartplatzierungen (Jahr, Titel, Musiklabel, Platzierungen, Wochen, Auszeichnungen, Anmerkungen) | Anmerkungen                                                   |
| Jahr | Titel Musiklabel                                                                                     | DE | AT | CH | UK | US | Anmerkungen                                                   |
| ---- | --- | --- | --- | --- | --- | --- | ------------------------------------------------------------- |
| 1965 | All I Really Want to Do Imperial Records (Liberty)                                                   | — | — | — | UK7 (9 Wo.)UK | US16 (24 Wo.)US | Erstveröffentlichung: 20. September 1965                      |
| 1966 | The Sonny Side of Chér Imperial Records (Liberty)                                                    | — | — | — | UK11 (11 Wo.)UK | US26 (19 Wo.)US | Erstveröffentlichung: Februar 1966                            |
| 1966 | Chér Imperial Records (Liberty)                                                                      | — | — | — | — | US59 (14 Wo.)US | Erstveröffentlichung: Oktober 1966                            |
| 1967 | With Love, Chér Imperial Records (Liberty)                                                           | — | — | — | — | US47 (14 Wo.)US | Erstveröffentlichung: November 1967                           |
| 1968 | Backstage auch bekannt als: This is Chér Imperial Records (Liberty)                                  | — | — | — | — | — | Erstveröffentlichung: Juli 1968                               |
| 1969 | 3614 Jackson Highway Atco (Atlantic Records)                                                         | — | — | — | — | US160 (3 Wo.)US | Erstveröffentlichung: 20. Juni 1969                           |
| 1971 | Chér auch bekannt als: Gypsys, Tramps & Thieves Kapp Records (MCA)                                   | — | — | — | — | US16 Gold · (45 Wo.)US | Erstveröffentlichung: September 1971 Verkäufe: + 500.000      |
| 1972 | Foxy Lady Kapp Records (MCA)                                                                         | — | — | — | — | US43 (22 Wo.)US | Erstveröffentlichung: 10. Juli 1972                           |
| 1973 | Bittersweet White Light auch bekannt als: Bittersweet - The Love Songs Collection MCA Records (MCA)  | — | — | — | — | US140 (8 Wo.)US | Erstveröffentlichung: April 1973                              |
| 1973 | Half-Breed MCA Records (MCA)                                                                         | — | — | — | — | US28 Gold · (25 Wo.)US | Erstveröffentlichung: September 1973 Verkäufe: + 500.000      |
| 1974 | Dark Lady MCA Records (MCA)                                                                          | — | — | — | — | US69 (14 Wo.)US | Erstveröffentlichung: Mai 1974                                |
| 1975 | Stars Warner Bros. Records (WBR)                                                                     | — | — | — | — | US153 (7 Wo.)US | Erstveröffentlichung: Mai 1975                                |
| 1976 | I’d Rather Believe in You Warner Bros. Records (WBR)                                                 | — | — | — | — | — | Erstveröffentlichung: Oktober 1976                            |
| 1977 | Cherished Warner Bros. Records (WBR)                                                                 | — | — | — | — | — | Erstveröffentlichung: 29. April 1977                          |
| 1979 | Take Me Home Casablanca Records (CR)                                                                 | — | — | — | — | US25 Gold · (21 Wo.)US | Erstveröffentlichung: 25. Januar 1979 Verkäufe: + 500.000     |
| 1979 | Prisoner auch bekannt als: Holdin’ Out For Love auch bekannt als: Outrageous Casablanca Records (CR) | — | — | — | — | — | Erstveröffentlichung: 22. Oktober 1979                        |
| 1982 | I Paralyze Columbia Records (CBS)                                                                    | — | — | — | — | — | Erstveröffentlichung: 28. Mai 1982                            |
| 1987 | Cher Geffen Records (WBR)                                                                            | — | — | — | UK26 Gold · (22 Wo.)UK | US32 Platin · (41 Wo.)US | Erstveröffentlichung: 10. November 1987 Verkäufe: + 1.135.000 |
| 1989 | Heart of Stone Geffen Records (WBR)                                                                  | DE19 (18 Wo.)DE | AT15 (14 Wo.)AT | — | UK7 Platin · (82 Wo.)UK | US10 ×3Dreifachplatin · (53 Wo.)US | Erstveröffentlichung: 19. Juni 1989 Verkäufe: + 4.025.000     |
| 1991 | Love Hurts Geffen Records (UMG)                                                                      | DE6 Platin · (46 Wo.)DE | AT1 Platin · (40 Wo.)AT | CH3 Platin · (28 Wo.)CH | UK1 ×3Dreifachplatin · (51 Wo.)UK | US48 Gold · (34 Wo.)US | Erstveröffentlichung: 18. Juni 1991 Verkäufe: + 2.335.000     |
| 1995 | It’s a Man’s World WEA Records (WMG)                                                                 | DE74 (8 Wo.)DE | AT8 (16 Wo.)AT | — | UK10 Gold · (22 Wo.)UK | US64 (10 Wo.)US | Erstveröffentlichung: 6. November 1995 Verkäufe: + 100.000    |
| 1998 | Believe Warner Bros. Records (WMG)                                                                   | DE1 ×2Doppelplatin · (52 Wo.)DE | AT1 Platin · (37 Wo.)AT | CH2 ×2Doppelplatin · (47 Wo.)CH | UK7 ×2Doppelplatin · (45 Wo.)UK | US4 ×4Vierfachplatin · (76 Wo.)US | Erstveröffentlichung: 25. Oktober 1998 Verkäufe: + 10.000.000 |
| 2000 | not.com.mercial ARTISTdirect (ARTISTdirect)                                                          | — | — | — | — | — | Erstveröffentlichung: 8. November 2000                        |
| 2001 | Living Proof Warner Bros. Records (WMG)                                                              | DE13 Gold · (11 Wo.)DE | AT19 (5 Wo.)AT | CH16 Gold · (9 Wo.)CH | UK46 Gold · (3 Wo.)UK | US9 Gold · (21 Wo.)US | Erstveröffentlichung: 19. November 2001 Verkäufe: + 925.000   |
| 2013 | Closer to the Truth Warner Bros. Records (WMG)                                                       | DE6 (4 Wo.)DE | AT11 (4 Wo.)AT | CH11 (6 Wo.)CH | UK4 Silber · (7 Wo.)UK | US3 (24 Wo.)US | Erstveröffentlichung: 24. September 2013 Verkäufe: + 585.000  |
| 2018 | Dancing Queen Warner Bros. Records (WMG)                                                             | DE5 (10 Wo.)DE | AT4 (8 Wo.)AT | CH6 (7 Wo.)CH | UK2 Silber · (14 Wo.)UK | US3 (8 Wo.)US | Erstveröffentlichung: 28. September 2018 Verkäufe: + 517.000  |

grau schraffiert: keine Chartdaten aus diesem Jahr verfügbar

### Gemeinschaftsalben
| Jahr | Titel                                       | Höchstplatzierung, Gesamtwochen, AuszeichnungChartplatzierungen (Jahr, Titel, Platzierungen, Wochen, Auszeichnungen, Anmerkungen) | Höchstplatzierung, Gesamtwochen, AuszeichnungChartplatzierungen (Jahr, Titel, Platzierungen, Wochen, Auszeichnungen, Anmerkungen) | Höchstplatzierung, Gesamtwochen, AuszeichnungChartplatzierungen (Jahr, Titel, Platzierungen, Wochen, Auszeichnungen, Anmerkungen) | Höchstplatzierung, Gesamtwochen, AuszeichnungChartplatzierungen (Jahr, Titel, Platzierungen, Wochen, Auszeichnungen, Anmerkungen) | Höchstplatzierung, Gesamtwochen, AuszeichnungChartplatzierungen (Jahr, Titel, Platzierungen, Wochen, Auszeichnungen, Anmerkungen) | Anmerkungen                                                               |
| Jahr | Titel                                       | DE | AT | CH | UK | US | Anmerkungen                                                               |
| ---- | ------------------------------------------- | --- | --- | --- | --- | --- | ------------------------------------------------------------------------- |
| 1977 | Two The Hard Way Warner Bros. Records (WBR) | — | — | — | — | — | Erstveröffentlichung: November 1977 mit Gregg Allman als Allman and Woman |
| 1980 | Black Rose Casablanca Records (CR)          | — | — | — | — | — | Erstveröffentlichung: 21. August 1980 mit Black Rose                      |

grau schraffiert: keine Chartdaten aus diesem Jahr verfügbar

### Livealben
| Jahr | Titel Musiklabel                                   | Höchstplatzierung, Gesamtwochen, AuszeichnungChartplatzierungen (Jahr, Titel, Musiklabel, Platzierungen, Wochen, Auszeichnungen, Anmerkungen) | Höchstplatzierung, Gesamtwochen, AuszeichnungChartplatzierungen (Jahr, Titel, Musiklabel, Platzierungen, Wochen, Auszeichnungen, Anmerkungen) | Höchstplatzierung, Gesamtwochen, AuszeichnungChartplatzierungen (Jahr, Titel, Musiklabel, Platzierungen, Wochen, Auszeichnungen, Anmerkungen) | Höchstplatzierung, Gesamtwochen, AuszeichnungChartplatzierungen (Jahr, Titel, Musiklabel, Platzierungen, Wochen, Auszeichnungen, Anmerkungen) | Höchstplatzierung, Gesamtwochen, AuszeichnungChartplatzierungen (Jahr, Titel, Musiklabel, Platzierungen, Wochen, Auszeichnungen, Anmerkungen) | Anmerkungen                           |
| Jahr | Titel Musiklabel                                   | DE | AT | CH | UK | US | Anmerkungen                           |
| ---- | -------------------------------------------------- | --- | --- | --- | --- | --- | ------------------------------------- |
| 2003 | Live! The Farewell Tour Warner Bros. Records (WMG) | DE50 (3 Wo.)DE | AT29 (2 Wo.)AT | CH69 (1 Wo.)CH | UK79 (1 Wo.)UK | US40 (6 Wo.)US | Erstveröffentlichung: 26. August 2003 |

### Kompilationen
| Jahr | Titel Musiklabel                                                                                                  | Höchstplatzierung, Gesamtwochen, AuszeichnungChartplatzierungen (Jahr, Titel, Musiklabel, Platzierungen, Wochen, Auszeichnungen, Anmerkungen) | Höchstplatzierung, Gesamtwochen, AuszeichnungChartplatzierungen (Jahr, Titel, Musiklabel, Platzierungen, Wochen, Auszeichnungen, Anmerkungen) | Höchstplatzierung, Gesamtwochen, AuszeichnungChartplatzierungen (Jahr, Titel, Musiklabel, Platzierungen, Wochen, Auszeichnungen, Anmerkungen) | Höchstplatzierung, Gesamtwochen, AuszeichnungChartplatzierungen (Jahr, Titel, Musiklabel, Platzierungen, Wochen, Auszeichnungen, Anmerkungen) | Höchstplatzierung, Gesamtwochen, AuszeichnungChartplatzierungen (Jahr, Titel, Musiklabel, Platzierungen, Wochen, Auszeichnungen, Anmerkungen) | Anmerkungen                                                   |
| Jahr | Titel Musiklabel                                                                                                  | DE | AT | CH | UK | US | Anmerkungen                                                   |
| ---- | --- | --- | --- | --- | --- | --- | ------------------------------------------------------------- |
| 1968 | Cher’s Golden Greats auch bekannt als: This is Cher auch bekannt als: The Story of Pop Liberty Records (Imperial) | — | — | — | — | US195 (3 Wo.)US | Erstveröffentlichung: 1968                                    |
| 1974 | Greatest Hits auch bekannt als: The Original Cher auch bekannt als: Original Favorites MCA Records (MCA)          | — | — | — | — | US152 (7 Wo.)US | Erstveröffentlichung: Oktober 1974                            |
| 1992 | Greatest Hits: 1965–1992 Geffen Records (UMG)                                                                     | DE16 Gold · (17 Wo.)DE | AT6 Gold · (12 Wo.)AT | CH19 Gold · (10 Wo.)CH | UK1 ×3Dreifachplatin · (41 Wo.)UK | — | Erstveröffentlichung: 9. November 1992 Verkäufe: + 1.385.000  |
| 1999 | If I Could Turn Back Time: Cher’s Greatest Hits Geffen Records (UMG)                                              | — | — | — | — | US57 Gold · (23 Wo.)US | Erstveröffentlichung: 9. März 1999 Verkäufe: + 955.000        |
| 1999 | The Greatest Hits WEA Records (WMG) • Universal Music TV (UMG)                                                    | DE1 Platin · (25 Wo.)DE | AT1 Platin · (14 Wo.)AT | CH2 Platin · (20 Wo.)CH | UK7 ×2Doppelplatin · (32 Wo.)UK | — | Erstveröffentlichung: 30. November 1999 Verkäufe: + 2.355.000 |
| 2003 | The Very Best of Cher Warner Bros. Records (WMG) • Geffen Records (UMG)                                           | DE31 (3 Wo.)DE | AT17 (5 Wo.)AT | CH10 (9 Wo.)CH | UK17 Gold · (18 Wo.)UK | US4 ×2Doppelplatin · (56 Wo.)US | Erstveröffentlichung: 1. April 2003 Verkäufe: + 3.210.000     |
| 2005 | Gold Geffen Records (UMG)                                                                                         | — | — | — | UK— SilberUK | — | Erstveröffentlichung: 1. März 2005 Verkäufe: + 60.000         |
| 2024 | Forever Warner Records (WMG)                                                                                      | DE28 (1 Wo.)DE | AT41 (1 Wo.)AT | CH39 (1 Wo.)CH | UK44 (1 Wo.)UK | US163 (1 Wo.)US | Erstveröffentlichung: 20. September 2024                      |

grau schraffiert: keine Chartdaten aus diesem Jahr verfügbar

### Soundtracks
| Jahr | Titel Musiklabel              | Höchstplatzierung, Gesamtwochen, AuszeichnungChartplatzierungen (Jahr, Titel, Musiklabel, Platzierungen, Wochen, Auszeichnungen, Anmerkungen) | Höchstplatzierung, Gesamtwochen, AuszeichnungChartplatzierungen (Jahr, Titel, Musiklabel, Platzierungen, Wochen, Auszeichnungen, Anmerkungen) | Höchstplatzierung, Gesamtwochen, AuszeichnungChartplatzierungen (Jahr, Titel, Musiklabel, Platzierungen, Wochen, Auszeichnungen, Anmerkungen) | Höchstplatzierung, Gesamtwochen, AuszeichnungChartplatzierungen (Jahr, Titel, Musiklabel, Platzierungen, Wochen, Auszeichnungen, Anmerkungen) | Höchstplatzierung, Gesamtwochen, AuszeichnungChartplatzierungen (Jahr, Titel, Musiklabel, Platzierungen, Wochen, Auszeichnungen, Anmerkungen) | Anmerkungen                                                                           |
| Jahr | Titel Musiklabel              | DE | AT | CH | UK | US | Anmerkungen                                                                           |
| ---- | ----------------------------- | --- | --- | --- | --- | --- | ------------------------------------------------------------------------------------- |
| 1969 | Chastity Atco (Atlantic)      | — | — | — | — | — | Erstveröffentlichung: 20. Juni 1969                                                   |
| 1990 | Mermaids Geffen Records (UMG) | DE55 (7 Wo.)DE | AT29 (8 Wo.)AT | — | UK— SilberUK | US65 (24 Wo.)US | Erstveröffentlichung: 13. November 1990 Verkäufe: + 110.000                           |
| 2010 | Burlesque RCA Records (Sony)  | DE12 Gold · (8 Wo.)DE | AT5 (11 Wo.)AT | CH8 (21 Wo.)CH | UK— GoldUK | US18 Gold · (53 Wo.)US | Erstveröffentlichung: 19. November 2010 Verkäufe: + 1.204.000; mit Christina Aguilera |

grau schraffiert: keine Chartdaten aus diesem Jahr verfügbar

### Weihnachtsalben
| Jahr | Titel Musiklabel                     | Höchstplatzierung, Gesamtwochen, AuszeichnungChartplatzierungen (Jahr, Titel, Musiklabel, Platzierungen, Wochen, Auszeichnungen, Anmerkungen) | Höchstplatzierung, Gesamtwochen, AuszeichnungChartplatzierungen (Jahr, Titel, Musiklabel, Platzierungen, Wochen, Auszeichnungen, Anmerkungen) | Höchstplatzierung, Gesamtwochen, AuszeichnungChartplatzierungen (Jahr, Titel, Musiklabel, Platzierungen, Wochen, Auszeichnungen, Anmerkungen) | Höchstplatzierung, Gesamtwochen, AuszeichnungChartplatzierungen (Jahr, Titel, Musiklabel, Platzierungen, Wochen, Auszeichnungen, Anmerkungen) | Höchstplatzierung, Gesamtwochen, AuszeichnungChartplatzierungen (Jahr, Titel, Musiklabel, Platzierungen, Wochen, Auszeichnungen, Anmerkungen) | Anmerkungen                            |
| Jahr | Titel Musiklabel                     | DE | AT | CH | UK | US | Anmerkungen                            |
| ---- | ------------------------------------ | --- | --- | --- | --- | --- | -------------------------------------- |
| 2023 | Christmas Warner Bros. Records (WMG) | DE9 (9 Wo.)DE | AT7 (8 Wo.)AT | CH12 (8 Wo.)CH | UK5 (7 Wo.)UK | US32 (8 Wo.)US | Erstveröffentlichung: 20. Oktober 2023 |

## Singles

### Als Leadmusikerin
| Jahr | Titel Album                                                                                    | Höchstplatzierung, Gesamtwochen, AuszeichnungChartplatzierungen (Jahr, Titel, Album, Platzierungen, Wochen, Auszeichnungen, Anmerkungen) | Höchstplatzierung, Gesamtwochen, AuszeichnungChartplatzierungen (Jahr, Titel, Album, Platzierungen, Wochen, Auszeichnungen, Anmerkungen) | Höchstplatzierung, Gesamtwochen, AuszeichnungChartplatzierungen (Jahr, Titel, Album, Platzierungen, Wochen, Auszeichnungen, Anmerkungen) | Höchstplatzierung, Gesamtwochen, AuszeichnungChartplatzierungen (Jahr, Titel, Album, Platzierungen, Wochen, Auszeichnungen, Anmerkungen) | Höchstplatzierung, Gesamtwochen, AuszeichnungChartplatzierungen (Jahr, Titel, Album, Platzierungen, Wochen, Auszeichnungen, Anmerkungen) | Höchstplatzierung, Gesamtwochen, AuszeichnungChartplatzierungen (Jahr, Titel, Album, Platzierungen, Wochen, Auszeichnungen, Anmerkungen) | Anmerkungen                                                                                               |
| Jahr | Titel Album                                                                                    | DE | AT | CH | UK | US | A. C. | Anmerkungen                                                                                               |
| --- | ---------------------------------------------------------------------------------------------- | --- | --- | --- | --- | --- | --- | --- |
| als Bonnie Jo Mason |                                                                                                | | | | | | | |
| |                                                                                                | | | | | | | |
| 1964 | Ringo I Love You –                                                                             | — | — | — | — | — | — | Erstveröffentlichung: 1964                                                                                |
| als Cherilyn |                                                                                                | | | | | | | |
| |                                                                                                | | | | | | | |
| 1964 | Dream Baby All I Really Want to Do                                                             | — | — | — | — | — | — | Erstveröffentlichung: 1964                                                                                |
| als Cher |                                                                                                | | | | | | | |
| |                                                                                                | | | | | | | |
| 1965 | All I Really Want to Do                                                                        | — | — | — | UK9 (10 Wo.)UK | US15 (12 Wo.)US | — | Erstveröffentlichung: 19. Juni 1965                                                                       |
| 1965 | Where Do You Go The Sonny Side of Chér                                                         | — | — | — | — | US25 (7 Wo.)US | — | Erstveröffentlichung: 2. Oktober 1965                                                                     |
| 1966 | Bang Bang (My Baby Shot Me Down) The Sonny Side of Chér                                        | DE17 (3 Wo.)DE | AT6 (4 Wo.)AT | — | UK3 (12 Wo.)UK | US2 (11 Wo.)US | — | Erstveröffentlichung: 26. Februar 1966                                                                    |
| 1966 | Alfie Chér                                                                                     | — | — | — | — | US32 (6 Wo.)US | — | Erstveröffentlichung: 16. Juli 1966                                                                       |
| 1966 | I Feel Something in the Air Chér                                                               | — | — | — | UK43 (2 Wo.)UK | — | — | Erstveröffentlichung: 23. Juli 1966                                                                       |
| 1966 | Sunny Chér                                                                                     | — | — | — | UK32 (5 Wo.)UK | — | — | Erstveröffentlichung: 8. September 1966                                                                   |
| 1966 | Will You Love Me Tomorrow Chér                                                                 | — | — | — | — | — | — | Erstveröffentlichung: 1966                                                                                |
| 1966 | Behind the Door With Love, Chér                                                                | — | — | — | — | US97 (1 Wo.)US | — | Erstveröffentlichung: 1966                                                                                |
| 1966 | Mama (When My Dollies Have Babies) With Love, Chér                                             | — | — | — | — | — | — | Erstveröffentlichung: 1966                                                                                |
| 1967 | Hey Joe With Love, Chér                                                                        | — | — | — | — | US94 (2 Wo.)US | — | Erstveröffentlichung: 26. August 1967                                                                     |
| 1967 | You Better Sit Down Kids auch bekannt als: Bambini miei (italienische Version) With Love, Chér | — | — | — | — | US9 (13 Wo.)US | — | Erstveröffentlichung: 14. Oktober 1967                                                                    |
| 1967 | Ma Piano (Per Non Svegliarmi) Golden Hits of Chér                                              | — | — | — | — | — | — | Erstveröffentlichung: 1967                                                                                |
| 1968 | The Click Song Number One Backstage                                                            | — | — | — | — | — | — | Erstveröffentlichung: 1968                                                                                |
| 1968 | Take Me for a Little While Backstage                                                           | — | — | — | — | — | — | Erstveröffentlichung: 1968                                                                                |
| 1968 | Yours Until Tomorrow 3614 Jackson Highway (Reissue)                                            | — | — | — | — | — | — | Erstveröffentlichung: 1968                                                                                |
| 1969 | I Walk on Guilded Splinters 3614 Jackson Highway                                               | — | — | — | — | — | — | Erstveröffentlichung: 1969                                                                                |
| 1969 | For What It’s Worth 3614 Jackson Highway                                                       | — | — | — | — | — | — | Erstveröffentlichung: 1969                                                                                |
| 1969 | The First Time 3614 Jackson Highway (Reissue)                                                  | — | — | — | — | — | — | Erstveröffentlichung: 1969                                                                                |
| 1969 | Chastity’s Song (Band of Thieves) Chastity (OST)                                               | — | — | — | — | — | — | Erstveröffentlichung: 1969                                                                                |
| 1970 | Superstar 3614 Jackson Highway (Reissue)                                                       | — | — | — | — | — | — | Erstveröffentlichung: 1970                                                                                |
| 1971 | (Just Enough To Keep Me) Hangin’ On 3614 Jackson Highway                                       | — | — | — | — | — | — | Erstveröffentlichung: 1971                                                                                |
| 1971 | Reasons To Believe Backstage                                                                   | — | — | — | — | — | — | Erstveröffentlichung: 1971                                                                                |
| 1971 | Don't Put It On Me / Classified 1A Gypsys, Tramps & Thieves (UK)                               | — | — | — | — | — | — | Erstveröffentlichung: 1971                                                                                |
| 1971 | Gypsys, Tramps & Thieves                                                                       | DE25 (9 Wo.)DE | — | — | UK4 Silber · (13 Wo.)UK | US1 Gold · (16 Wo.)US | A. C.6 (12 Wo.)A. C. | Erstveröffentlichung: 4. September 1971 Verkäufe: + 1.200.000                                             |
| 1972 | The Way of Love Gypsys, Tramps & Thieves                                                       | — | — | — | — | US7 (13 Wo.)US | A. C.2 (13 Wo.)A. C. | Erstveröffentlichung: 15. Januar 1972                                                                     |
| 1972 | Our Day Will Come The Sonny Side Of Chér                                                       | — | — | — | — | — | — | Erstveröffentlichung: 1972                                                                                |
| 1972 | Living in a House Divided Foxy Lady                                                            | — | — | — | — | US22 (8 Wo.)US | A. C.2 (10 Wo.)A. C. | Erstveröffentlichung: 6. Mai 1972                                                                         |
| 1972 | Don’t Hide Your Love Foxy Lady                                                                 | — | — | — | — | US46 (8 Wo.)US | A. C.19 (5 Wo.)A. C. | Erstveröffentlichung: 26. August 1972                                                                     |
| 1973 | Am I Blue? Bittersweet White Light                                                             | — | — | — | — | — | — | Erstveröffentlichung: 1973                                                                                |
| 1973 | Half-Breed                                                                                     | DE29 (7 Wo.)DE | — | — | — | US1 Gold · (20 Wo.)US | A. C.3 (16 Wo.)A. C. | Erstveröffentlichung: 21. Juli 1973 Verkäufe: + 1.000.000                                                 |
| 1973 | Carousel Man Half-Breed                                                                        | — | — | — | — | — | — | Erstveröffentlichung: 1973                                                                                |
| 1974 | Dark Lady                                                                                      | — | — | — | UK36 (4 Wo.)UK | US1 Gold · (16 Wo.)US | A. C.3 (14 Wo.)A. C. | Erstveröffentlichung: 5. Januar 1974 Verkäufe: + 1.000.000                                                |
| 1974 | Train of Thought Dark Lady                                                                     | — | — | — | — | US27 (11 Wo.)US | A. C.9 (11 Wo.)A. C. | Erstveröffentlichung: 11. Mai 1974                                                                        |
| 1974 | I Saw a Man and He Danced with His Wife Dark Lady                                              | — | — | — | — | US42 (9 Wo.)US | A. C.3 (10 Wo.)A. C. | Erstveröffentlichung: 27. Juli 1974                                                                       |
| 1974 | A Woman's Story Her 20 Greatest Hits                                                           | — | — | — | — | — | — | Erstveröffentlichung: 1974                                                                                |
| 1975 | Rescue Me Dark Lady                                                                            | — | — | — | — | — | — | Erstveröffentlichung: 1975                                                                                |
| 1975 | A Love Like Yours (Don’t Come Knocking Everyday) Burbank's Finest - 100 % All Meat             | — | — | — | — | — | — | Erstveröffentlichung: 1975 feat. Nilsson                                                                  |
| 1975 | Geronimo's Cadillac Stars                                                                      | — | — | — | — | — | — | Erstveröffentlichung: 1975                                                                                |
| 1976 | Long Distance Love Affair I’d Rather Believe In You                                            | — | — | — | — | — | — | Erstveröffentlichung: 1976                                                                                |
| 1976 | It's A Crying Shame I’d Rather Believe In You                                                  | — | — | — | — | — | — | Erstveröffentlichung: 1976                                                                                |
| 1977 | Pirate Cherished                                                                               | — | — | — | — | US93 (2 Wo.)US | — | Erstveröffentlichung: 1. Januar 1977                                                                      |
| 1977 | War Paint and Soft Feathers Cherished                                                          | — | — | — | — | — | — | Erstveröffentlichung: 1977                                                                                |
| 1979 | Take Me Home                                                                                   | — | — | — | — | US8 Gold · (19 Wo.)US | A. C.19 (16 Wo.)A. C. | Erstveröffentlichung: 27. Januar 1979 Verkäufe: + 1.000.000 US Hot Dance Club Songs: #2                   |
| 1979 | Wasn’t It Good Take Me Home                                                                    | — | — | — | — | US49 (7 Wo.)US | — | Erstveröffentlichung: 19. Mai 1979                                                                        |
| 1979 | It's Too Late (To Love Me Now) Take Me Home                                                    | — | — | — | — | — | — | Erstveröffentlichung: 1979                                                                                |
| 1979 | Hell on Wheels Prisoner                                                                        | — | — | — | — | US59 (5 Wo.)US | — | Erstveröffentlichung: 1. September 1979                                                                   |
| 1979 | Holdin’ Out For Love Prisoner                                                                  | — | — | — | — | — | — | Erstveröffentlichung: 1979                                                                                |
| 1982 | Rudy I Paralyze                                                                                | — | — | — | — | — | — | Erstveröffentlichung: 1982                                                                                |
| 1982 | I Paralyze                                                                                     | — | — | — | — | — | — | Erstveröffentlichung: 1982                                                                                |
| 1987 | I Found Someone Cher                                                                           | — | — | — | UK5 (13 Wo.)UK | US10 (26 Wo.)US | A. C.33 (9 Wo.)A. C. | Erstveröffentlichung: 7. Dezember 1987                                                                    |
| 1988 | We All Sleep Alone Cher                                                                        | — | — | — | UK47 (5 Wo.)UK | US14 (14 Wo.)US | A. C.11 (13 Wo.)A. C. | Erstveröffentlichung: 19. März 1988                                                                       |
| 1988 | Skin Deep Cher                                                                                 | — | — | — | — | US79 (4 Wo.)US | — | Erstveröffentlichung: 6. August 1988 US Hot Dance Club Songs: #41                                         |
| 1988 | Bang-Bang Cher                                                                                 | — | — | — | — | — | — | Erstveröffentlichung: 1988                                                                                |
| 1988 | Main Man Cher                                                                                  | — | — | — | — | — | — | Erstveröffentlichung: 1988                                                                                |
| 1989 | After All Heart of Stone                                                                       | — | — | — | UK84 (3 Wo.)UK | US6 Gold · (20 Wo.)US | A. C.1 (25 Wo.)A. C. | Erstveröffentlichung: 21. Februar 1989 Verkäufe: + 500.000; feat. Peter Cetera                            |
| 1989 | If I Could Turn Back Time Heart of Stone                                                       | DE16 (18 Wo.)DE | AT14 (15 Wo.)AT | — | UK6 Platin · (15 Wo.)UK | US3 Gold · (23 Wo.)US | A. C.1 (20 Wo.)A. C. | Erstveröffentlichung: 21. August 1989 Verkäufe: + 1.315.000                                               |
| 1989 | Just Like Jesse James Heart of Stone                                                           | DE38 (15 Wo.)DE | — | — | UK11 Silber · (11 Wo.)UK | US8 (18 Wo.)US | A. C.9 (15 Wo.)A. C. | Erstveröffentlichung: 9. Dezember 1989 Verkäufe: + 250.000                                                |
| 1990 | Heart of Stone                                                                                 | — | — | — | UK43 (5 Wo.)UK | US20 (14 Wo.)US | A. C.30 (8 Wo.)A. C. | Erstveröffentlichung: 26. März 1990                                                                       |
| 1990 | You Wouldn’t Know Love Heart of Stone                                                          | — | — | — | UK55 (4 Wo.)UK | — | — | Erstveröffentlichung: 30. Juli 1990                                                                       |
| 1990 | Baby I'm Yours Mermaids (OST)                                                                  | — | — | — | UK89 (1 Wo.)UK | — | — | Erstveröffentlichung: 27. Oktober 1990                                                                    |
| 1991 | The Shoop Shoop Song (It’s in His Kiss) Mermaids (OST)                                         | DE3 Gold · (27 Wo.)DE | AT1 Gold · (25 Wo.)AT | CH4 (22 Wo.)CH | UK1 Gold · (15 Wo.)UK | US33 (16 Wo.)US | A. C.7 (21 Wo.)A. C. | Erstveröffentlichung: 5. Januar 1991 Verkäufe: + 922.500                                                  |
| 1991 | Love and Understanding Love Hurts                                                              | DE20 (21 Wo.)DE | AT6 (14 Wo.)AT | — | UK10 (8 Wo.)UK | US17 (15 Wo.)US | A. C.3 (22 Wo.)A. C. | Erstveröffentlichung: 1. Juli 1991                                                                        |
| 1991 | Save Up All Your Tears Love Hurts                                                              | DE56 (15 Wo.)DE | AT18 (4 Wo.)AT | — | UK37 (5 Wo.)UK | US37 (20 Wo.)US | A. C.16 (19 Wo.)A. C. | Erstveröffentlichung: 30. September 1991                                                                  |
| 1991 | Love Hurts                                                                                     | — | — | — | UK43 (5 Wo.)UK | — | — | Erstveröffentlichung: 25. November 1991                                                                   |
| 1992 | Could’ve Been You Love Hurts                                                                   | DE75 (7 Wo.)DE | — | — | UK31 (4 Wo.)UK | — | — | Erstveröffentlichung: 6. April 1992                                                                       |
| 1992 | When Lovers Become Strangers Love Hurts                                                        | — | — | — | — | — | A. C.15 (13 Wo.)A. C. | Erstveröffentlichung: Mai 1992                                                                            |
| 1992 | Oh No Not My Baby Greatest Hits: 1965–1992                                                     | DE52 (11 Wo.)DE | AT30 (1 Wo.)AT | CH19 (12 Wo.)CH | UK33 (4 Wo.)UK | — | — | Erstveröffentlichung: 2. November 1992                                                                    |
| 1993 | Many Rivers to Cross (live) Greatest Hits: 1965–1992                                           | — | — | — | UK37 (3 Wo.)UK | — | — | Erstveröffentlichung: 4. Januar 1993                                                                      |
| 1993 | Whenever You’re Near Greatest Hits: 1965–1992                                                  | — | — | — | UK72 (1 Wo.)UK | — | — | Erstveröffentlichung: 22. Februar 1993                                                                    |
| 1993 | I Got You Babe The Beavis and Butt-Head Experience                                             | — | — | — | UK35 (3 Wo.)UK | — | — | Erstveröffentlichung: 29. November 1993 feat. Beavis and Butt-Head                                        |
| 1994 | It Ain’t Necessarily So –                                                                      | — | — | — | — | — | — | Erstveröffentlichung: 1994 feat. Larry Adler                                                              |
| 1995 | Love Can Build a Bridge The Greatest Hits                                                      | DE62 (10 Wo.)DE | AT18 (8 Wo.)AT | CH21 (10 Wo.)CH | UK1 Silber · (15 Wo.)UK | — | — | Erstveröffentlichung: 6. März 1995 Verkäufe: + 200.000; feat. Chrissie Hynde, Neneh Cherry & Eric Clapton |
| 1995 | Walking in Memphis It’s a Man’s World                                                          | DE63 (14 Wo.)DE | AT17 (9 Wo.)AT | — | UK11 Silber · (9 Wo.)UK | — | — | Erstveröffentlichung: 16. Oktober 1995 Verkäufe: + 200.000 Original: Marc Cohn (1991)                     |
| 1996 | One by One It’s a Man’s World                                                                  | — | — | — | UK7 (9 Wo.)UK | US52 (14 Wo.)US | A. C.9 (16 Wo.)A. C. | Erstveröffentlichung: 8. Januar 1996 US Hot Dance Club Songs: #7                                          |
| 1996 | Not Enough Love in the World It’s a Man’s World                                                | — | — | — | UK31 (2 Wo.)UK | — | — | Erstveröffentlichung: 15. April 1996                                                                      |
| 1996 | The Sun Ain’t Gonna Shine Anymore It’s a Man’s World                                           | — | — | — | UK26 (3 Wo.)UK | — | — | Erstveröffentlichung: 5. August 1996                                                                      |
| 1996 | Paradise Is Here It’s a Man’s World                                                            | — | — | — | — | — | — | Erstveröffentlichung: 3. Dezember 1996 US Hot Dance Club Songs: #11                                       |
| 1998 | Believe                                                                                        | DE1 ×5Fünffachgold · (26 Wo.)DE | AT2 Platin · (19 Wo.)AT | CH1 Platin · (29 Wo.)CH | UK1 ×5Fünffachplatin · (31 Wo.)UK | US1 Platin · (31 Wo.)US | A. C.3 (45 Wo.)A. C. | Erstveröffentlichung: 12. Oktober 1998 Verkäufe: + 7.100.000 US Hot Dance Club Songs: #1                  |
| 1999 | Strong Enough Believe                                                                          | DE3 Gold · (15 Wo.)DE | AT4 (14 Wo.)AT | CH5 (17 Wo.)CH | UK5 Gold · (10 Wo.)UK | US57 (12 Wo.)US | A. C.29 (2 Wo.)A. C. | Erstveröffentlichung: 14. Februar 1999 Verkäufe: + 985.000 US Hot Dance Club Songs: #1                    |
| 1999 | All or Nothing Believe                                                                         | DE44 (9 Wo.)DE | AT38 (3 Wo.)AT | CH30 (11 Wo.)CH | UK12 (10 Wo.)UK | — | — | Erstveröffentlichung: 7. Juni 1999 US Hot Dance Club Songs: #1                                            |
| 1999 | Dov’è l’amore Believe                                                                          | DE31 (9 Wo.)DE | AT38 (1 Wo.)AT | CH18 (18 Wo.)CH | UK21 (8 Wo.)UK | — | — | Erstveröffentlichung: 24. Oktober 1999 US Hot Dance Club Songs: #5                                        |
| 2001 | The Music’s No Good Without You Living Proof                                                   | DE27 (9 Wo.)DE | AT24 (8 Wo.)AT | CH22 (13 Wo.)CH | UK8 (11 Wo.)UK | — | — | Erstveröffentlichung: 14. Oktober 2001 US Hot Dance Club Songs: #19                                       |
| 2002 | Alive Again Living Proof                                                                       | DE27 (7 Wo.)DE | — | CH80 (3 Wo.)CH | — | — | — | Erstveröffentlichung: 4. März 2002                                                                        |
| 2002 | Song for the Lonely Living Proof                                                               | — | — | — | — | US85 (5 Wo.)US | A. C.11 (15 Wo.)A. C. | Erstveröffentlichung: 23. März 2002 US Hot Dance Club Songs: #1                                           |
| 2002 | A Different Kind of Love Song Living Proof                                                     | — | — | — | — | — | A. C.30 (4 Wo.)A. C. | Erstveröffentlichung: Juli 2002 US Hot Dance Club Songs: #1                                               |
| 2003 | When the Money's Gone / Love One Another Living Proof                                          | — | — | — | — | — | — | Erstveröffentlichung: 4. Februar 2003 US Hot Dance Club Songs: #1                                         |
| 2010 | You Haven't Seen the Last of Me Burlesque (OST)                                                | — | — | — | — | — | — | Erstveröffentlichung: 24. November 2010 US Hot Dance Club Songs: #1                                       |
| 2013 | Woman’s World Closer to the Truth                                                              | DE66 (1 Wo.)DE | AT60 (1 Wo.)AT | — | — | — | A. C.28 (4 Wo.)A. C. | Erstveröffentlichung: 18. Juni 2013 US Hot Dance Club Songs: #1                                           |
| 2013 | I Hope You Find It Closer to the Truth                                                         | DE49 (1 Wo.)DE | AT43 (1 Wo.)AT | CH26 (1 Wo.)CH | UK25 (4 Wo.)UK | — | A. C.17 (20 Wo.)A. C. | Erstveröffentlichung: 4. Oktober 2013                                                                     |
| 2013 | Take It Like a Man Closer to the Truth                                                         | — | — | — | — | — | — | Erstveröffentlichung: 8. November 2013 US Hot Dance Club Songs: #2                                        |
| 2014 | I Walk Alone Closer to the Truth                                                               | — | — | — | — | — | — | Erstveröffentlichung: 25. April 2014 US Hot Dance Club Songs: #2                                          |
| 2017 | Ooga Boo –                                                                                     | — | — | — | — | — | — | Erstveröffentlichung: 15. September 2017                                                                  |
| 2018 | Fernando Mamma Mia! Here We Go Again (OST)                                                     | — | — | — | UK92 Silber · (1 Wo.)UK | — | A. C.22 (3 Wo.)A. C. | Erstveröffentlichung: 13. Juli 2018 feat. Andy García                                                     |
| 2018 | Gimme! Gimme! Gimme! (A Man After Midnight) Dancing Queen                                      | — | — | — | — | — | — | Erstveröffentlichung: 9. August 2018 US Hot Dance Club Songs: #4                                          |
| 2018 | SOS Dancing Queen                                                                              | — | — | — | — | — | — | Erstveröffentlichung: 23. August 2018                                                                     |
| 2018 | One Of Us Dancing Queen                                                                        | — | — | — | — | — | — | Erstveröffentlichung: 21. September 2018                                                                  |
| 2020 | Chiquitita Dancing Queen                                                                       | — | — | — | — | — | — | Erstveröffentlichung: 8. Mai 2020 (spanische Version)                                                     |
| 2020 | Happiness Is Just A Thing Called Joe –                                                         | — | — | — | — | — | — | Erstveröffentlichung: 25. Oktober 2020                                                                    |
| 2021 | Walls –                                                                                        | — | — | — | — | — | — | Erstveröffentlichung: 19. Mai 2021                                                                        |
| 2023 | DJ Play a Christmas Song Christmas                                                             | DE62 (2 Wo.)DE | AT58 (1 Wo.)AT | CH61 (1 Wo.)CH | UK18 (7 Wo.)UK | US90 (2 Wo.)US | A. C.1 (8 Wo.)A. C. | Erstveröffentlichung: 6. Oktober 2023                                                                     |
| Folgende Lieder erschienen nicht als Single, wurden aber durch das Album zum Download und Streaming bereitgestellt und konnten somit eine Platzierung erlangen: |                                                                                                | | | | | | | |
| |                                                                                                | | | | | | | |
| 2024 | What Christmas Means to Me Christmas                                                           | — | — | — | UK95 (1 Wo.)UK | — | — | Charteinstieg: 4. Januar 2024                                                                             |

grau schraffiert: keine Chartdaten aus diesem Jahr verfügbar

### Als Gastmusikerin
| Jahr | Titel Album                                                                               | Höchstplatzierung, Gesamtwochen, AuszeichnungChartplatzierungen (Jahr, Titel, Album, Platzierungen, Wochen, Auszeichnungen, Anmerkungen) | Höchstplatzierung, Gesamtwochen, AuszeichnungChartplatzierungen (Jahr, Titel, Album, Platzierungen, Wochen, Auszeichnungen, Anmerkungen) | Höchstplatzierung, Gesamtwochen, AuszeichnungChartplatzierungen (Jahr, Titel, Album, Platzierungen, Wochen, Auszeichnungen, Anmerkungen) | Höchstplatzierung, Gesamtwochen, AuszeichnungChartplatzierungen (Jahr, Titel, Album, Platzierungen, Wochen, Auszeichnungen, Anmerkungen) | Höchstplatzierung, Gesamtwochen, AuszeichnungChartplatzierungen (Jahr, Titel, Album, Platzierungen, Wochen, Auszeichnungen, Anmerkungen) | Höchstplatzierung, Gesamtwochen, AuszeichnungChartplatzierungen (Jahr, Titel, Album, Platzierungen, Wochen, Auszeichnungen, Anmerkungen) | Anmerkungen                                                                       |
| Jahr | Titel Album                                                                               | DE | AT | CH | UK | US | A. C. | Anmerkungen                                                                       |
| ---- | ----------------------------------------------------------------------------------------- | --- | --- | --- | --- | --- | --- | --------------------------------------------------------------------------------- |
| 1981 | Dead Ringer for Love Dead Ringer                                                          | — | — | — | UK5 Gold · (19 Wo.)UK | — | — | Erstveröffentlichung: 16. November 1981 Verkäufe: + 400.000; Meat Loaf feat. Cher |
| 2001 | Più che puoi Stilelibero                                                                  | DE61 (9 Wo.)DE | — | CH17 (20 Wo.)CH | — | — | — | Erstveröffentlichung: 3. Juli 2001 Eros Ramazzotti feat. Cher                     |
| 2003 | Bewitched, Bothered and Bewildered As Time Goes By… The Great American Songbook Volume II | — | — | — | — | — | A. C.17 (16 Wo.)A. C. | Erstveröffentlichung: Oktober 2003 Rod Stewart feat. Cher                         |
| 2020 | Stop Crying Your Heart Out –                                                              | — | — | — | UK7 (2 Wo.)UK | — | — | Erstveröffentlichung: 13. November 2020 Various feat. Cher                        |

## Videoalben und Musikvideos

### Videoalben
| - 1987: I Found Someone - 1988: We All Sleep Alone - 1989: If I Could Turn Back Time - 1991: CherFitness: A New Attitude - 1992: Cher Extravaganza: Live at the Mirage - 1992: CherFitness: Body Confidence - 1992: Just Like Jesse James - 1992: The Nitty Gritty Hour (mit Sonny) - 1992: Save Up All Your Tears - 1992: Love and Understanding - 1993: Cher – The Video Collection - 1993: Many Rivers to Cross - 1999: Believe (Club 69 Phunk Club Mix) - 1999: Strong Enough - 1999: Strong Enough (Club Mix) - 1999: All Or Nothing - 1999: Live in Concert (Verkäufe: + 88.000, UK: Platin) | - 1999: Dov’e l’amore - 2000: The Shoop Shoop Song (It’s in His Kiss) - 2000: Just Like Jesse James - 2002: The Music’s No Good Without You (Almighty Version) - 2002: Song for the Lonely - 2002: Song for the Lonely (Almighty Club Mix) - 2003: Cher: The Farewell Tour (Verkäufe: + 637.000, UK: Platin, US: ×3Dreifachplatin ) - 2003: The Video’s - 2004: The Ultimate Collection (mit Sonny) - 2004: The Christmas Collection (mit Sonny) - 2004: The Very Best of Cher: The Video Hits Collection (Verkäufe: + 115.000, US: Platin) - 2005: I Got You Babe (mit Sonny) - 2005: Live at the Mirage - 2005: The Sonny & Cher Hour (mit Sonny) - 2008: In Concert / I Got You Babe Live (mit Sonny) |

### Musikvideos
| Jahr | Titel                                                 | Regie                           |
| ---- | ----------------------------------------------------- | ------------------------------- |
| 1971 | Gypsys, Tramps & Thieves (Version 1)                  |                                 |
| 1971 | Gypsys, Tramps & Thieves (Version 2)                  |                                 |
| 1973 | Half-Breed                                            | Art Fisher                      |
| 1974 | Dark Lady (Version 1)                                 |                                 |
| 1974 | Dark Lady (Version 2; Cartoon)                        |                                 |
| 1979 | Take Me Home                                          |                                 |
| 1979 | Love & Pain                                           |                                 |
| 1979 | Hell on Wheels                                        |                                 |
| 1981 | Dead Ringer for Love                                  |                                 |
| 1987 | I Found Someone                                       | Cher                            |
| 1988 | We All Sleep Alone (Version 1)                        |                                 |
| 1988 | We All Sleep Alone (Version 2)                        |                                 |
| 1988 | Main Man                                              |                                 |
| 1989 | Just Like Jesse James                                 |                                 |
| 1989 | If I Could Turn Back Time (2 Versionen)               | Marty Callner                   |
| 1989 | Heart of Stone                                        | Marty Callner                   |
| 1990 | The Shoop Shoop Song (It’s in His Kiss) (2 Versionen) | Marty Callner                   |
| 1991 | Love and Understanding                                |                                 |
| 1991 | Save Up All Your Tears                                | Cher                            |
| 1993 | Many Rivers to Cross (live)                           |                                 |
| 1993 | I Got You Babe                                        |                                 |
| 1995 | Love Can Build a Bridge                               |                                 |
| 1995 | Walking in Memphis                                    | Marcus Nispel                   |
| 1996 | One by One                                            | Marcus Nispel                   |
| 1996 | One by One (Junior Vasquez Vocal Edit)                | Dan-O-Rama, Marcus Nispel       |
| 1996 | One by One (Dance Remix)                              | Dan-O-Rama, Marcus Nispel       |
| 1998 | Believe (2 Versionen)                                 | Nigel Dick                      |
| 1999 | Believe (Almighty Remix)                              | Dan-O-Rama, Nigel Dick          |
| 1999 | Believe (Club 69 Remix)                               | Dan-O-Rama, Nigel Dick          |
| 1999 | Strong Enough                                         | Nigel Dick                      |
| 1999 | Strong Enough (Vocal Club Edit)                       | Dan-O-Rama, Nigel Dick          |
| 1999 | All or Nothing                                        |                                 |
| 1999 | All or Nothing (Almighty Remix)                       | Dan-O-Rama                      |
| 1999 | Dov’è l’amore (Version 1)                             | Marcus Nispel                   |
| 1999 | Dov’è l’amore (Version 2)                             | Dan-O-Rama, Marcus Nispel       |
| 1999 | Do You Believe? Tour Intro Video                      | Dan-O-Rama                      |
| 2000 | Strong Enough (Club 69 Future Anthem Edit)            | Dan-O-Rama, Nigel Dick          |
| 2001 | Più Che Puoi                                          |                                 |
| 2001 | The Music’s No Good Without You                       |                                 |
| 2001 | The Music’s No Good Without You (Almighty Remix)      | Warner Bros. Records            |
| 2002 | Alive Again                                           |                                 |
| 2002 | Song for the Lonely (2 Versionen)                     | Stuart T. Maschwitz             |
| 2002 | Song for the Lonely (Almighty Remix)                  | Dan-O-Rama, Stuart T. Maschwitz |
| 2002 | Song for the Lonely (Thunderpuss Remix)               | Dan-O-Rama, Stuart T. Maschwitz |
| 2003 | Living Proof: The Farewell Tour Intro Video           | Dan-O-Rama                      |
| 2003 | If I Could Turn Back Time (Version 3)                 | Dan-O-Rama, Marty Callner       |
| 2003 | Believe (Wayne G. Remix)                              | Nigel Dick, Wayne G.            |
| 2011 | You Haven’t Seen Last of Me                           | Steve Antin                     |
| 2013 | Woman’s World                                         | Ray Kay                         |

## Boxsets
| Jahr | Titel Musiklabel                                                                    | Anmerkungen                |
| ---- | ----------------------------------------------------------------------------------- | -------------------------- |
| 1995 | The Originals (All I Really Want to Do / The Sunny Side of Cher / Chér) MCA         | Erstveröffentlichung: 1995 |
| 1999 | Half Breed & Dark Lady / The Ultimate Collection / Cher & Foxy Lady Universal       | Erstveröffentlichung: 1999 |
| 2003 | 3 Original CDs (The Casablanca Years / Blue - Love Songs / Cher) Universal          | Erstveröffentlichung: 2003 |
| 2005 | Chronicles: 3 Classic Albums (Cher / Heart Of Stone / Love Hurts) Universal         | Erstveröffentlichung: 2005 |
| 2012 | The Triple Album Collection (It's A Man's World / Believe / Living Proof) Universal | Erstveröffentlichung: 2012 |

## Sonderveröffentlichungen

### Alben
| Jahr | Titel Musiklabel | Anmerkungen                                        |
| ---- | --- | -------------------------------------------------- |
| 1966 | The Best of Cher Liberty | Erstveröffentlichung: 1966 (Japan-Only)            |
| 1967 | The Golden Hits of Cher Liberty | Erstveröffentlichung: 1967 (Japan-Only)            |
| 1968 | Mama Liberty | Erstveröffentlichung: 1968 (Italy-Only)            |
| 1969 | Sunny Liberty | Erstveröffentlichung: 1969 (Japan-Only)            |
| 1969 | The Best of Cher Liberty | Erstveröffentlichung: 1969 (Japan-Only)            |
| 1970 | Cher SR International | Erstveröffentlichung: 1970 (Germany-Only)          |
| 1972 | The Golden Hits of Cher United Artists, Sunset | Erstveröffentlichung: 1972                         |
| 1974 | Cher's Greatest Hits Springboard | Erstveröffentlichung: 1974 (US-Only)               |
| 1975 | Cher Sings the Hits Springboard | Erstveröffentlichung: 1975 (US-Only)               |
| 1976 | The Best of Cher United Artists | Erstveröffentlichung: 1976 (Netherland-Only)       |
| 1981 | Gypsys, Tramps and Thieves Music For Pleasure | Erstveröffentlichung: 1981 (UK-Only)               |
| 1985 | The Best of Cher Liberty, EMI | Erstveröffentlichung: 1985 (UK & New Zealand-Only) |
| 1985 | Bang Bang & Other Hits Special Projects | Erstveröffentlichung: 1985 (US & Canada-Only)      |
| 1987 | The Best of Cher EMI | Erstveröffentlichung: 1987 (US-Only)               |
| 1989 | Greatest Hits EMI | Erstveröffentlichung: 1989 (UK & New Zealand-Only) |
| 1989 | Holdin' Out For Love auch bekannt als: The Best of Cher (1989) auch bekannt als: Outrageous (1999) auch bekannt als: All I Really Want to Do (1999) auch bekannt als: Lift Me Up, Sonny (2000) auch bekannt als: Sunny (2000) auch bekannt als: Edição Limitada – Gold (2007) Trend | Erstveröffentlichung: 1989                         |
| 1992 | Greatest Hits Duchesse, Dynamic | Erstveröffentlichung: 1992                         |
| 1992 | Half-Breed auch bekannt als: The Lond And Winding Road (1996) Ariola | Erstveröffentlichung: 1992                         |
| 1993 | Gypsys, Tramps & Thieves 25 Great Songs Movieplay Gold | Erstveröffentlichung: 1993 (Portugal-Only)         |
| 1994 | Cher Guest: Sonny The Entertainers | Erstveröffentlichung: 1994                         |
| 1994 | The Best of Cher: Gypsies, Tramps And Thieves MCA | Erstveröffentlichung: 1994                         |
| 1995 | Blue - All-Time Great Love Songs MCA | Erstveröffentlichung: 1995                         |
| 1999 | Bang, Bang: The Early Years EMI | Erstveröffentlichung: 1999                         |
| 2000 | Behind The Door 1964 - 1974 The First Recordings. Raven Records | Erstveröffentlichung: 2000                         |
| 2000 | The Way Of Love: The Cher Collection MCA | Erstveröffentlichung: 2000 (US-Only)               |
| 2002 | Absolutely The Best Vol. 1 auch bekannt als: Greatest Hits Volume 1 Fuel 2000 | Erstveröffentlichung: 2002 (US-Only)               |
| 2003 | Behind The Door Falcon Neue Medien | Erstveröffentlichung: 2003 (Germany-Only)          |
| 2003 | If I Could Turn Back Time Motor Music | Erstveröffentlichung: 2003 (Germany-Only)          |
| 2006 | She's No Better Than Me Traditional Line | Erstveröffentlichung: 2006 (Germany-Only)          |
| 2007 | The Best of the Imperial Recordings: 1965-1968 EMI | Erstveröffentlichung: 2007                         |
| 2009 | All I Really Want to Do: Best Of The Early Years Micro Werks | Erstveröffentlichung: 2009 (US-Only)               |

| Jahr | Titel Musiklabel | Anmerkungen                                                                          |
| ---- | --- | ------------------------------------------------------------------------------------ |
| 1972 | Superpak Vol. 1 auch bekannt als: Pop-Chronik (1976) auch bekannt als: The Best of Cher Vol. 1 & Vol. 2 (1982) United Artists | Erstveröffentlichung: 1972 Teil der „Superpak“-Reihe                                 |
| 1972 | Superpak Vol. 2 United Artists | Erstveröffentlichung: 1972 Teil der „Superpak“-Reihe                                 |
| 1974 | The Very Best of Cher United Artists | Erstveröffentlichung: 1974 Teil der „The-Very-Best-of“-Reihe                         |
| 1975 | The Very Best of Cher Vol. 2 United Artists | Erstveröffentlichung: 1975 Teil der „The-Very-Best-of“-Reihe                         |
| 1977 | Her 20 Greatest Hits K-tel | Erstveröffentlichung: 1977 (UK & Ireland-Only) Teil der „20-Greatest-Hits“-Reihe     |
| 1980 | 20 Golden Greats Liberty | Erstveröffentlichung: 1980 (Australia-Only) Teil der „20-Golden-Greats“-Reihe        |
| 1985 | Golden Greats auch bekannt als: The ★ Collection (1992) auch bekannt als: The Ultimate Collection (1997) MCA | Erstveröffentlichung: 1985 Teil der „Golden-Greats“-Reihe                            |
| 1985 | Half Breed MCA | Erstveröffentlichung: 1985 (US & Canada Only) Teil der „MCA-Special-Products“-Reihe  |
| 1985 | Perfil De Cher MCA | Erstveröffentlichung: 1985 (Argentina-Only) Teil der „Perfil-De“-Reihe               |
| 1988 | Gypsy Lady Pair Records | Erstveröffentlichung: 1988 (US & Canada-Only) Teil der „2-Record-Set“-Reihe          |
| 1988 | Starportrait Imperial | Erstveröffentlichung: 1988 (Germany-Only) Teil der „Starportrait“-Reihe              |
| 1989 | Outrageous Casablanca | Erstveröffentlichung: 1989 (US-Only) Teil der „PolyGram-Special-Products“-Reihe      |
| 1990 | Bang, Bang (My Baby Shot Me Down): The Best of Cher EMI | Erstveröffentlichung: 1990 Teil der „Legendary-Masters“-Reihe                        |
| 1990 | 16 Original World Hits MCA | Erstveröffentlichung: 1990 (Germany-Only) Teil der „Golden-Gate-Collection“-Reihe    |
| 1993 | Holdin' Out For Love WZ Tonträger | Erstveröffentlichung: 1993 (Germany-Only) Teil der „Legend“-Reihe                    |
| 1995 | Original Hits auch bekannt als: You Better Sit Down Kids (1996) Disky | Erstveröffentlichung: 1995 (Netherland & France-Only) Teil der „Original-Hits“-Reihe |
| 1995 | Bang, Bang Charly | Erstveröffentlichung: 1995 (Germany-Only) Teil der „20-Original-Hits“-Reihe          |
| 1997 | Favorites Masters | Erstveröffentlichung: 1997 (US-Only) Teil der „Favorites“-Reihe                      |
| 1998 | Sunny Magic Records | Erstveröffentlichung: 1998 (France-Only) Teil der „Magic-Collector“-Reihe            |
| 1999 | Classic Cher auch bekannt als: Cher (2000) auch bekannt als: Millennium Edition (2000) auch bekannt als: Super Stars (2000) auch bekannt als: Oro - Grandes Éxitos (2002) auch bekannt als: Popstars of the 20th Century (2002) auch bekannt als: Legends (2002) Geffen | Erstveröffentlichung: 1999 Teil der „The-Universal-Masters-Collection“-Reihe         |
| 2000 | The Story 1964 - 1972 EMI | Erstveröffentlichung: 2000 (Netherland-Only) Teil der „The-Story“-Reihe              |
| 2000 | The Best of Cher: The Millennium Collection MCA | Erstveröffentlichung: 2000 Teil der „20th-Century-Masters“-Reihe                     |
| 2001 | Essential Collection Hip-O Records | Erstveröffentlichung: 2001 (US-Only) Teil der „Essential-Collection“-Reihe           |
| 2002 | All I Really Want to Do Pure Gold | Erstveröffentlichung: 2002 Teil der „Original-Recordings“-Reihe                      |
| 2003 | Cher Il Giornale | Erstveröffentlichung: 2003 (Italy-Only) Teil der „Le-Signore-Della-Canzone“-Reihe    |
| 2004 | The Best of Cher: The Millennium Collection Vol. 2 Hip-O Records | Erstveröffentlichung: 2004 (US & Canada-Only) Teil der „20th-Century-Masters“-Reihe  |
| 2008 | Most Famous Hits: The Album auch bekannt als: The Album (2013) Digi Planet | Erstveröffentlichung: 2008 Teil der „The-Album“-Reihe                                |
| 2008 | The Best of Cher Universal | Erstveröffentlichung: 2008 (Canada-Only) Teil der „GreenSeries“-Reihe                |
| 2011 | Icon Geffen, Universal | Erstveröffentlichung: 2011 Teil der „Icon“-Reihe; Verkäufe: + 60.000                 |

| Jahr | Titel Musiklabel | Anmerkungen                            |
| ---- | --- | -------------------------------------- |
| 1990 | Take Me Home / Prisoner auch bekannt als: The Casablanca Years (1996) auch bekannt als: Pop Giants (1999) Casablanca | Erstveröffentlichung: 1990             |
| 1992 | All I Really Want to Do / The Sunny Side of Cher Imperial                                                            | Erstveröffentlichung: 1992             |
| 1993 | Cher / Foxy Lady MCA                                                                                                 | Erstveröffentlichung: 1993             |
| 1993 | Half Breed / Dark Lady MCA                                                                                           | Erstveröffentlichung: 1993             |
| 1999 | Best of Cher: The Early Years (Gypsys, Tramps & Thieves / Half-Breed) Columbia                                       | Erstveröffentlichung: 1999             |
| 2005 | Chér / With Love, Chér BGO Records                                                                                   | Erstveröffentlichung: 2005             |
| 2007 | Backstage / Golden Greats a BGO Records                                                                              | Erstveröffentlichung: 2007             |
| 2011 | Heart Of Stone + Love Hurts Universal                                                                                | Erstveröffentlichung: 1. November 2011 |

## Statistik

### Chartauswertung
|                     | DE     | AT     | CH     | UK     | US     |
| ------------------- | ------ | ------ | ------ | ------ | ------ |
| Nummer-eins-Alben   | DE2DE  | AT3AT  | CH—CH  | UK2UK  | US—US  |
| Top-10-Alben        | DE6DE  | AT8AT  | CH6CH  | UK10UK | US6US  |
| Alben in den Charts | DE15DE | AT15AT | CH12CH | UK16UK | US29US |

|                       | DE     | AT     | CH     | UK     | US     | A. C.        |
| --------------------- | ------ | ------ | ------ | ------ | ------ | ------------ |
| Nummer-eins-Singles   | DE1DE  | AT1AT  | CH1CH  | UK3UK  | US4US  | A. C.3A. C.  |
| Top-10-Singles        | DE3DE  | AT5AT  | CH3CH  | UK14UK | US12US | A. C.15A. C. |
| Singles in den Charts | DE22DE | AT16AT | CH12CH | UK39UK | US34US | A. C.29A. C. |

### Auszeichnungen für Musikverkäufe
| Land/RegionAuszeichnungen für Musikverkäufe (Land/Region, Auszeichnungen, Verkäufe, Quellen) | Silber       | Gold       | Platin         | Diamant  | Verkäufe    | Quellen |
| -------------------------------------------------------------------------------------------- | ------------ | ---------- | -------------- | -------- | ----------- | --- |
| Argentinien (CAPIF)                                                                          | —            | Gold1      | 2× Platin2     | —        | 98.000      | capif.org.ar (Memento vom 6. Juli 2011 im Internet Archive) AR2 (Memento vom 31. Mai 2011 im Internet Archive) |
| Australien (ARIA)                                                                            | —            | 3× Gold3   | 30× Platin30   | —        | 1.600.000   | aria.com.au |
| Belgien (BRMA)                                                                               | —            | Gold1      | 5× Platin5     | —        | 275.000     | ultratop.be |
| Brasilien (PMB)                                                                              | —            | Gold1      | Platin1        | —        | 225.000     | pro-musicabr.org.br                                                                                            |
| Chile (IFPI)                                                                                 | —            | Gold1      | —              | —        | 15.000      | Einzelnachweise                                                                                                |
| Dänemark (IFPI)                                                                              | —            | 4× Gold4   | 13× Platin13   | —        | 440.000     | ifpi.dk |
| Deutschland (BVMI)                                                                           | —            | 7× Gold7   | 6× Platin6     | —        | 4.175.000   | musikindustrie.de                                                                                              |
| Europa (IFPI)                                                                                | —            | —          | 7× Platin7     | —        | (7.000.000) | ifpi.org (Memento vom 1. Januar 2014 im Internet Archive)                                                      |
| Finnland (IFPI)                                                                              | —            | 2× Gold2   | —              | —        | 69.714      | ifpi.fi |
| Frankreich (SNEP)                                                                            | Silber1      | 2× Gold2   | Platin1        | Diamant1 | 1.525.000   | infodisc.fr snepmusique.com                                                                                    |
| Griechenland (IFPI)                                                                          | —            | Gold1      | —              | —        | 15.000      | Einzelnachweise                                                                                                |
| Hongkong (IFPI/HKRIA)                                                                        | —            | Gold1      | —              | —        | 10.000      | Einzelnachweise                                                                                                |
| Indonesien (ASIRI)                                                                           | —            | —          | Platin1        | —        | 50.000      | Einzelnachweise                                                                                                |
| Irland (IRMA)                                                                                | —            | —          | 3× Platin3     | —        | 45.000      | Einzelnachweise                                                                                                |
| Israel (IFPI)                                                                                | —            | Gold1      | —              | —        | 20.000      | Einzelnachweise                                                                                                |
| Italien (FIMI)                                                                               | —            | Gold1      | 3× Platin3     | —        | 325.000     | fimi.it |
| Japan (RIAJ)                                                                                 | —            | 2× Gold2   | —              | —        | 200.000     | riaj.or.jp |
| Kanada (MC)                                                                                  | —            | 4× Gold4   | 13× Platin13   | —        | 1.470.000   | musiccanada.com                                                                                                |
| Kolumbien (ASINCOL)                                                                          | —            | Gold1      | —              | —        | 25.000      | Einzelnachweise                                                                                                |
| Malaysia (RIM)                                                                               | —            | Gold1      | —              | —        | 15.000      | Einzelnachweise                                                                                                |
| Mexiko (AMPROFON)                                                                            | —            | 2× Gold2   | —              | —        | 200.000     | amprofon.com.mx                                                                                                |
| Neuseeland (RMNZ)                                                                            | —            | 2× Gold2   | 14× Platin14   | —        | 267.500     | aotearoamusiccharts.co.nz NZ2 NZ3                                                                              |
| Niederlande (NVPI)                                                                           | —            | —          | 3× Platin3     | —        | 235.000     | nvpi.nl |
| Norwegen (IFPI)                                                                              | —            | 2× Gold2   | 3× Platin3     | —        | 240.000     | ifpi.no (Memento vom 5. November 2012 im Internet Archive)                                                     |
| Österreich (IFPI)                                                                            | —            | 2× Gold2   | 4× Platin4     | —        | 250.000     | ifpi.at |
| Polen (ZPAV)                                                                                 | —            | —          | Platin1        | —        | 100.000     | olis.pl |
| Portugal (AFP)                                                                               | Silber1      | —          | 2× Platin2     | —        | 42.000      | Einzelnachweise                                                                                                |
| Schweden (IFPI)                                                                              | —            | 3× Gold3   | 11× Platin11   | —        | 850.000     | sverigetopplistan.se                                                                                           |
| Schweiz (IFPI)                                                                               | —            | 2× Gold2   | 5× Platin5     | —        | 300.000     | hitparade.ch                                                                                                   |
| Singapur (RIAS)                                                                              | —            | Gold1      | —              | —        | 7.500       | Einzelnachweise                                                                                                |
| Spanien (Promusicae)                                                                         | —            | —          | 7× Platin7     | —        | 660.000     | elportaldemusica.es ES2                                                                                        |
| Südafrika (RISA)                                                                             | —            | —          | 2× Platin2     | —        | 100.000     | Einzelnachweise                                                                                                |
| Südkorea (KMCA)                                                                              | —            | —          | Platin1        | —        | 30.000      | Einzelnachweise                                                                                                |
| Taiwan (RIT)                                                                                 | —            | Gold1      | —              | —        | 25.000      | Einzelnachweise                                                                                                |
| Tschechien (IFPI)                                                                            | —            | Gold1      | —              | —        | 25.000      | Einzelnachweise                                                                                                |
| Thailand (TECA)                                                                              | —            | Gold1      | —              | —        | 8.000       | Einzelnachweise                                                                                                |
| Türkei (Mü-YAP)                                                                              | —            | —          | 3× Platin3     | —        | 90.000      | Einzelnachweise                                                                                                |
| Ungarn (MAHASZ)                                                                              | —            | Gold1      | Platin1        | —        | 45.000      | slagerlistak.hu                                                                                                |
| Vereinigte Staaten (RIAA)                                                                    | —            | 13× Gold13 | 15× Platin15   | —        | 21.919.000  | riaa.com |
| Vereinigtes Königreich (BPI)                                                                 | 11× Silber11 | 8× Gold8   | 19× Platin19   | —        | 10.300.000  | bpi.co.uk |
| Insgesamt                                                                                    | 13× Silber13 | 73× Gold73 | 176× Platin176 | Diamant1 |             | |